# Hypomia mexicana
Hypomia mexicana là một loài bọ cánh cứng trong họ Cerambycidae.